# Station Stara Łubianka
Station Stara Łubianka is een spoorwegstation in de Poolse plaats Stara Łubianka.